# Okzitanische Literatur
Die okzitanische Literatur umfasst die literarischen Werke in alt- und neuprovenzalischer Sprache sowie in anderen Varietäten der okzitanischen Sprachengruppe, den sogenannten langues d’Oc. Früher wurde dafür der Oberbegriff der provenzalischen Literatur verwendet, der jedoch irreführend ist, da die altprovenzalische Sprache nur eine Varietät des Okzitanischen war. Zudem entstanden viele wesentliche Werke der okzitanischen Literatur der Trobadorzeit außerhalb der Provence (allerdings auch außerhalb der heutigen französischen Verwaltungsregion Okzitanien). Seit dem 19. Jahrhundert wurde die okzitanische Literatur gegen lang anhaltende Widerstände der französischen Kulturpolitik wiederbelebt.

## Altprovenzalische Literatur
Das Altprovenzalische ist die literarisch am frühesten ausgebildete romanische Sprache, die sich – wie einzelne Wendungen in lateinischen Urkunden zeigen – seit dem 9. Jahrhundert im Süden Frankreichs unter dem Einfluss des Keltischen und Westgotischen aus dem Lateinischen zum Vulgärlatein entwickelte. Die germanischen Einflüsse auf die galloromanische Sprache waren hier jedoch weit geringer als die des Altfränkischen in Nordfrankreich. Älteste Sprachdenkmäler stammen aus dem 10. Jahrhundert.
Die auf dem Aquitano-Romanischen basierende, vermutlich vom Baskischen beeinflusste gaskognische (gasconische) Sprache, die oft ebenfalls zur okzitanischen Sprachfamilie gezählt wird, ist möglicherweise von einem baskischen Sprachsubstrat beeinflusst.

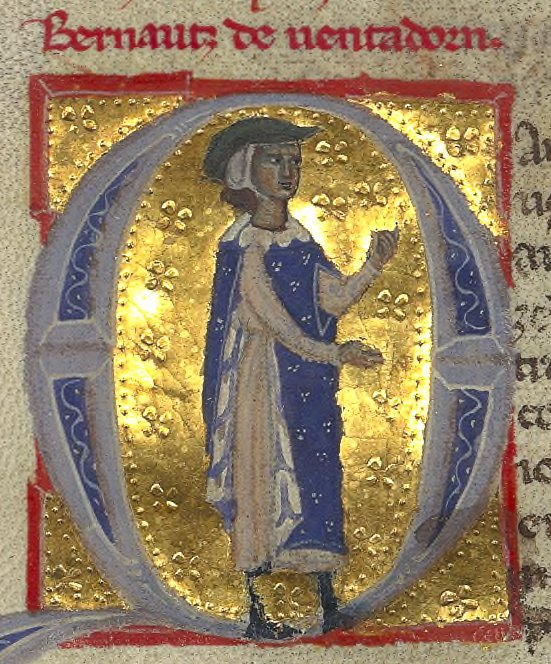
Bernart (Bernautz) de Ventadorn: Verzierte Majuskel „Q“ des 13. Jahrhunderts

### Die Blütezeit der Trobadorlyrik
Die Existenz früher epischer Volksdichtung kann aufgrund bruchstückhafter französischer Überlieferungen vermutet werden. Dann nahm sich die geistliche Obrigkeit der Volkssprache an und schuf Heiligenlegenden. Ihre Blüte erlebte die altprovenzalische Literatur in der Zeit der Trobadors von 1100 bis 1300. Sie wurde in einer Kunstsprache verfasst, die keinem regionalen Dialekt eindeutig zuzuordnen ist, aber vermutlich in der Region um Limoges, dem Limousin, entstand, und beeinflusste die Literaturen der benachbarten Sprachräume des eng verwandten Katalanischen, des Aragonesischen, Nordfranzösischen, Italienischen und sogar den deutschen Minnegesang. 
Seit etwa 1170 wurde die Trobadorlyrik von französischen Dichtern und Sängern imitiert, so z. B. von Chrétien de Troyes. Vom Ende des 12. Jahrhunderts an, vielleicht aber schon früher, kamen provenzalische Trobadors an die kleinen oberitalienischen Höfe, an denen ihre Sprache leicht verstanden wurde. Der Vorbildcharakter der provenzalischen Dichtung war so impulsiv, dass die Italiener begannen, sogar in provenzalischer Sprache zu dichten, unter ihnen Sordello das Goito (Sordel, ca. 1200–1269), der um 1220/30 aktiv in die Kämpfe zwischen den Ghibellinen und Guelfen verwickelt war und sie mit politischen und satirischen Versen kommentierte. Petrarca und Dante bedienten sich der entwickelten literarischen Formen des Provenzalischen durch Vermittlung von Raimbaut de Vaqueiras, und auch Dichter der benachbarten Sprachräume des Provenzalischen folgten den Vorbildern. Katalanische Dichter verfassten sogar bis ins 15. Jahrhundert ihre Gedichte in okzitanischer Sprache, während sie für ihre Prosa das Katalanische benutzten. Das verweist auf den entwickelten Formenschatz und die Höhe der Ausdrucksmöglichkeiten der provenzalischen Literatur des 12. und 13. Jahrhunderts.

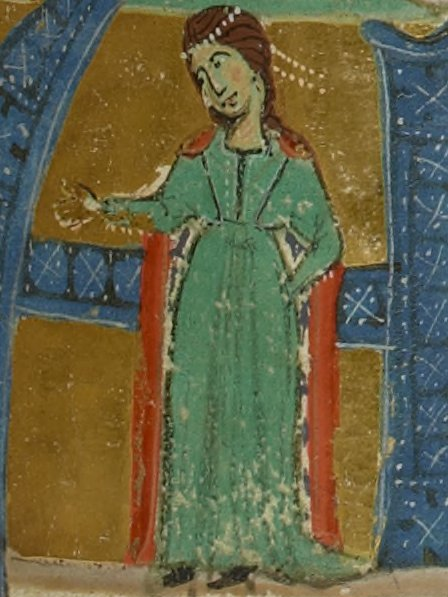
Die Trobairitz Beatriz de Dia, Gräfin von Die

Die Trobadordichtung entwickelte innerhalb weniger Jahrzehnte eine hochentwickelte Formkunst mit strenger Silbenzählung und obligatorischem Reim. Anregungen erfuhr sie durch die Dichtung Ovids und möglicherweise durch die arabische Dichtung. Der Trobador trug seine Texte mit Musikbegleitung vor, wenn auch die Bedeutung des Textes vorherrschte und nur wenige Melodien erhalten sind. Da es sich um reisende Dichter und Sänger handelte, war die Verständlichkeit des Textes in verschiedenen Regionen wichtig, was zu einer gewissen Normierung der dichterischen Kunstsprache führte.

### Bedeutende Trobadors
Als erster namentlich bekannter Trobador und zugleich als erster christlicher Dichter in einer Volkssprache gilt Graf Guillem IX. von Poitou, dem elf feingeistige bis grob sinnliche Canzos (Vorläufer der italienischen Kanzonen) zugeschrieben werden. Wichtigster Vertreter der Trobadordichtung war der von ca. 1125 bis 1150 aktive Jaufre Rudel, von dem sechs Gedichte gesichert überliefert sind, die vor allem das Thema der Fernliebe berühren. Zunächst handelte es sich bei der Trobodarlyrik um Rollenlyrik mit einem festen Formenrepertoire und ohne die Absicht einer persönlichen Gefühlsdarstellung. Dem steht eine realistisch-satirische Richtung gegenüber, für die Marcabru (Marcabrun, aktiv um 1130/45) steht, ein Vertreter eines hermetischen, verschlossenen Stils (Trobar clus), der sich aktiv an der spanischen Reconquista beteiligte. Er kritisiert die Trobadorlyrik aus christlicher oder naturrechtlicher Sicht als Poesie des idealisierten Ehebruchs. Von ihm stammt u. a. die älteste bekannte Pastourelle, die das Zusammentreffen eines Ritters mit einem Hirtenmädchen beschreibt. Auch Guillem de Cabestany, dem mindestens sieben Liebescanzonen zugeschrieben werden, kämpfte auf der Seite der Aragonesen gegen die Mauren. 
Zum Lebensideal des höfischen Lebens (cortesia) wurde das Maß (mesura), wie es Folquet de Marselha, Trobador und Bischof von Toulouse, um 1200 und später Guilhem de Montanhagol postulierte. Den stoisch leidenden Aspekt der Minne betont Raimon Jordan, Graf von Saint-Antonin (tätig ca. 1178–1195), der sich in seinem Liebesleiden zu Sakrilegen verstieg. Bei Bernart de Ventadorn, Verfasser von 45 überlieferten Liebesliedern, stimmen normative Minnetheorie und individueller Affekt, also strenge Form (z. B. das Reimschema [abababcccb] mit abwechselnd sieben- und sechssilbigen Versen) und subjektives Gefühl vollkommen überein.
Insgesamt soll es über 400 Trobadors gegeben haben. Von vielen von ihnen sind kurze Vidas (Biographien) überliefert. Etwa 20 Frauen sind als Trobairitz hervorgetreten; allerdings ist die Überlieferung hier nicht sehr genau. Bekannt wurde Beatriz de Dia, Gräfin von Die, die in ihrem Canso Estat ai en greu cossirier / per un cavallier qu’ai agut („Ich hatte großen Kummer / wegen eines Ritters, der mir gehörte“) kühn die Geschlechtsrollen vertauscht.
Durch die Heirat Heinrich II. von England, der Provenzalisch verstand und der höfischen Kultur zugetan war, mit Eleonore von Aquitanien 1152 verstärkte sich der Einfluss der okzitanischen Trobadordichtung an den Höfen Nordfrankreichs wie z. B. in Troyes und auf die anglonormannischen Dichtung. 
Doch mit dem Niedergang der kleineren höfischen Zentren und der wachsenden Bedeutung des Bürgertums verblasste das ständisch-höfische Lebensideal des Trobadors. Ihr Ende fand die Trobadordichtung nach der Auslöschung der okzitanischen Kultur durch die Albigenserkriege (1209–1229), die durch den Priester Guilhem de Tudèla und einen anonymen Autor, der das Werk fortsetzte, in La canzo della crozada literarisch als Kreuzzug legitimiert wurden. Peire Cardenal (Peire del Puoi, ca. 1180–1278), ein Gegner dieser Feldzüge wie auch des von ihm geschmähten Klerus und der französischen Sprache, reflektierte diesen Niedergang mit satirischen Anspielungen. Auch Ricaut Bonomel haderte um 1265/66 mit dem Papst, der das für den einen Kreuzzug gesammelte Geld für andere Kriegszüge ausgab, und zog dabei alle psychologischen und rhetorischen Register seiner Manipulationskunst („weder das Kreuz noch der Glaube hilft mir gegen die bösen Türken ... Gott unterstützt sie zu unserem Schaden“) bevor Giraut Riquier (ca. 1230–1292) die Trobadordichtung noch einmal zu einer Nachblüte führte. Am Ende akzeptierte die Trobadorlyrik den Sieg der militärischen Gewalt über die Stärke des Glaubens. Guilhem de Montanhagol, enttäuscht von der Rolle des Papstes in den blutigen Albigenserkriegen, spiritualisierte die höfische Minne in einer Weise, die schon auf den Dolce stil nuovo und Dante verweist.

### Weitere Formen

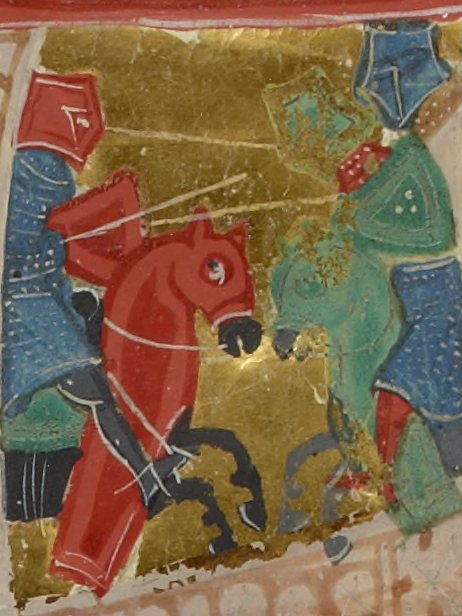
Bertran de Born

Vom Minnesang zu unterscheiden ist das Sirventes mit politisch-moralischen Themen, wobei häufig Kettenreime (Terzinen) verwendet werden. Diese gelegentlich auch satirisch verwendete Form wurde zuerst von Cercamon (um 1140/50) am Hof von Poitiers benutzt und von dem in die englisch-französischen Kämpfe seiner Zeit verwickelten Bertran de Born (ca. 1140–1215) zur höchsten Vollendung geführt. Der heißblütige und kampfeslustige war einer der bekanntesten Trobadors. Seinen Nachruhm verdankt er nicht zuletzt Dante, der ihm in seiner Göttlichen Komödie als Zwietrachtstifter einen Platz in der Hölle zuweist. Dort musste er seinen Kopf am Haar wie eine Laterne tragen, hatte er doch die Söhne Heinrichs II. von England zur Revolte gegen ihren Vater angestiftet: „Weil ich so nah verbundne Menschen trennte,/ drum trag ich Armer mein Gehirn getrennt / von seinem Lebensquell in diesem Rumpf […]“.
Hingegen preist Dante im sechsten Gesang des Purgatorio den Patrioten Sordello: Sordello und Vergil fallen sich nicht nur als Landsleute in die Arme, gilt Sordello Vergil und Dante doch als legitimer Richter über die nachlässigen und pflichtvergessenen Fürsten. Im Folgenden schließt sich Dante der Struktur von Sordellos Klagegedicht (planh) über den Tod des tapferen Ritters und Trobadors Blacaz (Blacatz) an. Darin rechnet Sordello mit den Fürsten in hierarchischer Reihenfolge ab und fordert sie auf, ein Stück von Blacaz’ Herz zu essen, um so tapfer zu werden wie dieser. Das bewegte Leben Sordellos und die Szene bei Dante zeigen, wie stark die Trobadors politisch und mit ihren Gedichten in die Tageskämpfe ihrer Zeit eingriffen.
Eine weitere Form aus dem reichen Formenschatz der provenzalischen Literatur ist das Ensenhamen (französisch enseignement, italienisch insegnamento, katalanisch ensenyament), die meist in Achtsilbern erfasste didaktische Unterweisung in verschiedenen Themen, etwa Sordellos Ensenhamen d’onor („Unterweisung in der Ehre“) oder Garin lo Bruns Ensenhamen de la donsela („Unterweisung für Mädchen“, um 1155). Vor allem zur Erziehung des Ritters, aber auch zu Tischsitten, den Kardinaltugenden und sexuellen Gebräuchen finden sich Ensenhamens.
Für das Verständnis der Trobadordichtung wesentliche, den Ensenhamens ähnliche Regelwerke waren die Poetiken Razós de trobar von Raimon Vidal de Besalú (ca. 1210), die auch den musikalischen Vortrag mit einschließt, und Donatz proensals von Uc Faidit (ca. 1240) Raimons Werk ist zugleich die (noch vom Katalanischen beeinflusste) erste Grammatik des Okzitanischen. Eine weitere Regelpoetik verfasste Guilhem Molinier (Leys d'amors, 1340).

### Epik
Die altprovenzalische Epik umfasst hagiographische und moralisch-didaktische Texte wie das vom Trost der Philosophie des Boethius inspirierte fragmentarische allegorienreiche Werk Boeci (anonym, um 1070) oder die Vita der heiligen Fides von Agen (um 1060) sowie vor allem Heldenlieder. Letztere behandeln oft die Konflikte zwischen König und Vasallen (sog. Vasallenepen). Dazu gehören ein anonymer, wohl zwischen 1170 und 1230 entstandener Roman mit 11.000 Versen über den Knappen Jaufré aus dem Umkreis der Artusepik, der sich schon nicht mehr in Episoden erschöpft, sondern ansatzweise eine biographische Erzählungen mit überraschenden Wendungen bietet, ferner eine provenzalische Version des Heldenepos Fierabras aus dem 12. Jahrhundert, ein anonymes Epos in okzitanisch-französischer Mischsprache über den Kampf des Grafen Girart von Rossilho (Roussillon) mit Karl Martell (um 1150–1180) und eine volkssprachliche, nur fragmentarisch überlieferte Version des Alexanderromans in Achtsilblern von Albéric de Pisançon (Alberich von Besançon, um 1100/1120). Versnovellen verfassten Raimon de Miraval und Arnaut de Carcassès im 13. Jahrhundert.

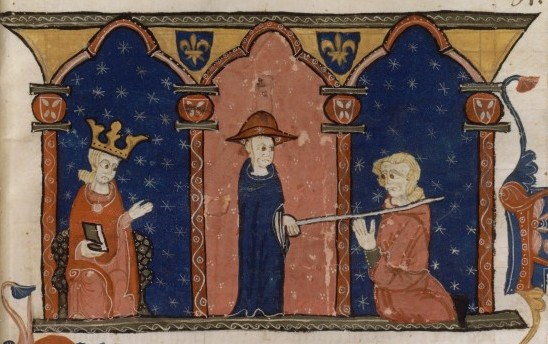
Raimund VII., Graf von Toulouse (rechts), unterwirft sich in Anwesenheit König Ludwigs IX. (links) der Römischen Kirche, vertreten durch Kardinal Romano Bonaventura (Mitte)

## Die Verdrängung der okzitanischen Sprache und Literatur
Mit dem Vertrag von Paris (1229) und der Unterwerfung Raimunds VII. endete die Autonomie Okzitaniens. Viele Ritter (die Faydits, die gegen Kreuzfahrer und den französischen König gekämpft hatten) wurden enteignet. In der Folge brach die höfische Kultur rasch zusammen. Durch die Expansion und zunehmende Bedeutung der Nachbarsprachen als Literatursprachen, vor allem aber durch die Konsolidierung des französischen Nationalstaats wurde die okzitanische Sprache seit Franz I. als Literatursprache zurückgedrängt. Ihr offizieller Gebrauch wurde 1539 verboten, unter Ludwig XIV. wurde sie auch im Alltag verdrängt. Vom 16. bis 18. Jahrhundert können nur noch örtlich verstreute Reste der Literatur in Toulouse, Marseille und Montpellier registriert werden. Die gesprochene Sprache überlebte trotz der Verdrängung durch das Nordfranzösische, wozu die Selbstständigkeit des kleinen Königreichs Navarra und die Verehrung des aus Navarra stammenden französischen Königs Henri IV. beitrugen (z. B. in Guilhèm Adèrs Epos Le gentilòme gascon, 1610). Dort hielt sich das Idiom auf dem Niveau einer lokalen Hochsprache mit Elementen vorkssprachlicher Oralität, was in den Psalmenübertragungen des Pey de Garros (1525/1530–1585) sichtbar wird. Doch wurden nach der Marginalisierung und Diffamierung des Provenzalischen als Patois durch die absolutistische Kulturpolitik bis ins 18. Jahrhundert fast nur noch religiöse und Alltagstexte in okzitanischer Sprache publiziert. 
Eine aktive Rolle bei der Verdrängung des Okzitanischen spielte auch die Französische Revolution. Als Abbé Grégoire im Jahr 1794 die Ergebnisse seiner Umfrage zur sprachlichen Situation in Frankreich präsentierte, zeigte sich, dass zwei Drittel der Einwohner im Alltag nicht französisch sprachen. Zur Verbreitung der revolutionären Ideen im Volk wurden sogleich Maßnahmen für eine Französisierung eingeleitet. Mit der Einführung der allgemeinen Schulpflicht 1881 wurden Schüler, die nicht französisch sprachen, erneut stark diskriminiert.

## Neuokzitanische Literatur
In der erstarkenden bürgerlichen Gesellschaft des 19. Jahrhunderts trug das steigende romantische Interesse am Mittelalter und an den Geschichten der einfachen Leute zu einem steigenden Interesse an der Troubadourlyrik und der okzitanischen Sprache bei, wobei Fabre d’Olivet (1768–1825) auch vor Fälschungen im Stil der Ossiandichtung nicht zurückschreckte. François-Juste-Marie Raynouard brachte 1816–1821 und 1835 die ersten neuzeitlichen Ausgaben der Trobadordichtung heraus, die auch die deutsche Romantik beeinflussten, und hinterließ ein monumentales okzitanisches Wörterbuch der Trobadorzeit.

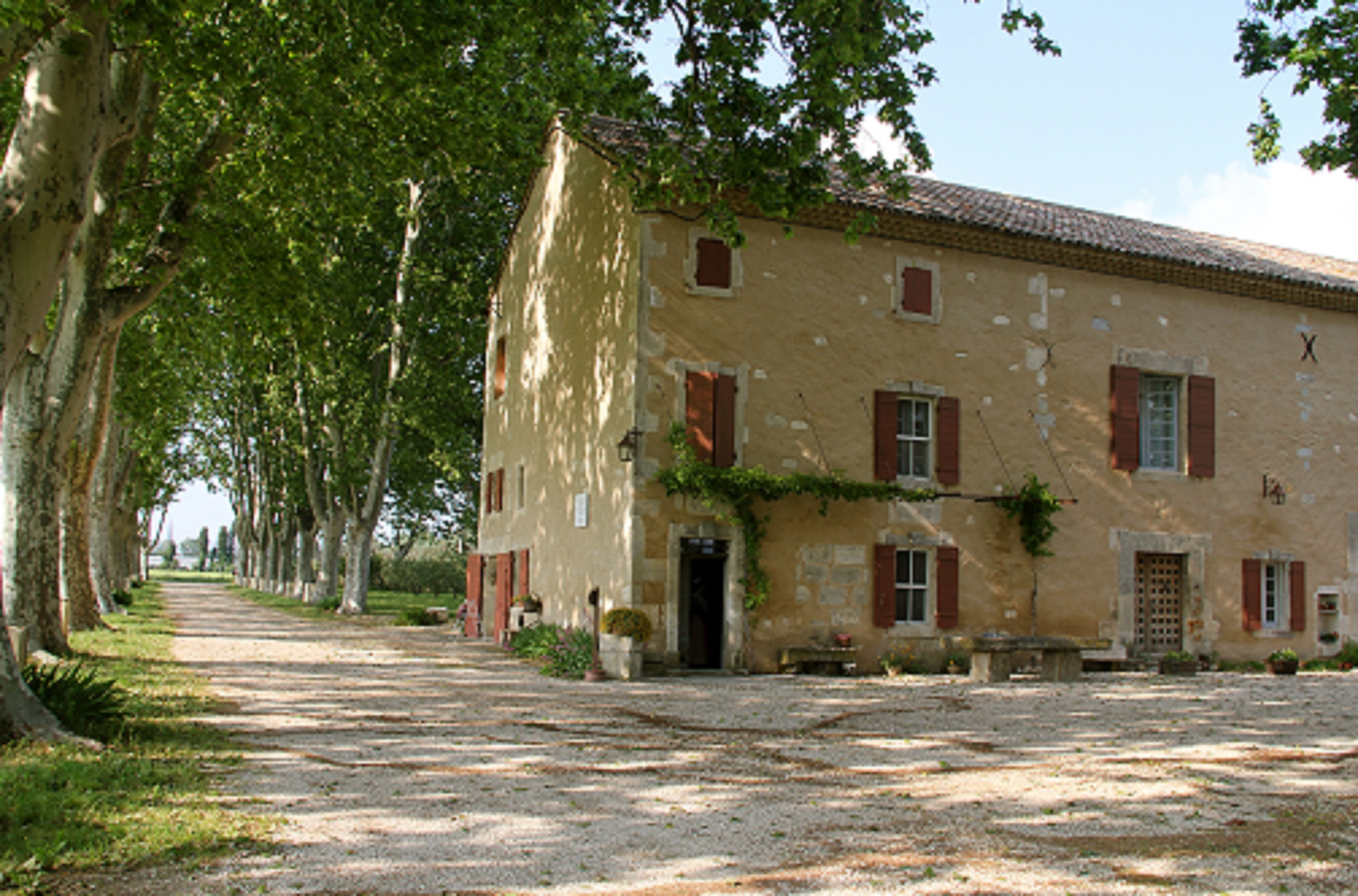
Das Haus von Frédéric Mistral in Maillane

Seit Mitte des 19. Jahrhunderts kam es – aufbauend auf den Arbeiten von Raynouard – zu einer historisch-philologischen Rekonstruktion der provenzalischen Sprache, deren Eigenwert zunehmend erkannt wurde, so vor allem von Claude Fauriel, der die Ausstrahlungskraft der Troubadour-Dichtung in andere Kulturregionen erkannte und ein dreibändiges Werk darüber verfasste. Der Dichter und Sprachgelehrte Jacques Azaïs begründete 1838 einen literarischen Wettbewerb für Werke in okzitanischer Sprache. 1854 schlossen sich dann unter Leitung von Frédéric Mistral (Fédéri Mistral), Théodore Aubanel und Joseph Roumanille Dichter, Linguisten, Historiker, Verleger und Drucker zur Gruppe der Félibrige zusammen, die zur Neubelebung der okzitanischen Sprache durch Neuschaffung zahlreicher Dichtungen beitrug. Roumanille, der Lehrer Mistrals, begründete die moderne Erzählung in okzitanischer Sprache. Mistral erhielt 1904 den Nobelpreis für Literatur u. a. für sein Versepos Mirèio („Mireille“) von 1859.
Allerdings blieben die meist aus einer christlich-konservativen Kultur stammenden Autoren der Félibrige der auf Paris ausgerichteten französischen Standardkultur verhaftet. Noch 1873 konnte Bartsch in seinem Handbuch die neuokzitanische Literatur als unbedeutend ignorieren. Auch Mistral, der versuchte, die nationale Mythologie eines ländlichen Aquitaniens gegen den Ansturm der Moderne zu konstruieren, hob zwar durch seine dichterische Leistung den dialektalen Status des Okzitanischen auf, verharrte aber in der Unterordnungsbereitschaft der französischen Provinz, die ihre halbkolonialen Realitäten ignorierte. Eine Ausnahme bildet Aubanels Revolte gegen die Provinzialität seiner Heimat Avignon.
Die Bewegung der Félibrige beeinflusste seit Ende des 19. Jahrhunderts auch die Gascogne, die ihr lokales Idiom, das oft als „barbarisch“ geltende Gasconische, gegen den wachsendes Einfluss des Okzitanismus schützen wollte. Die gasconische Dichtung war nach kurzer Blüte im 17. Jahrhundert erloschen. Zentren der gasconischen Erneuerungsbewegung im 19. Jahrhundert waren Bayonne und Pau als Hauptort des Béarn. Hier sammelte der Fotograf Félix Arnaudin auf privaten Veranstaltungen und Festen Volkslieder, historische Notizen und literarische Bruchstücke in gaskognischer Sprache.
Die folgende Generation mit Valère Bernard (1860–1936), Louisa Paulins (1888–1944) und Michel Camélat (1871–1962) entmythisierte erfolgreich den Okzistanismus in der Lyrik. Anfang des 20. Jahrhunderts erstarkte eine nicht auf nur lingustisch-kulturelle, sondern auch politische Emanzipationsbewegung, die sich gegen den Pariser Zentralismus richtete. Nach dem Ersten Weltkrieg kam es zu einer Standardisierung der Sprache durch die um 1923 gegründete Zeitschrift Oc und die Societat d’Estudis Occitans (1930). Regionalismus und historisierende Elemente wurden in der Folge eingedämmt, Bezüge zum Symbolismus (Stéphane Mallarmé) und Surrealismus (Paul Éluard) nahmen zu. Als Theaterautor und Aktivist trat in den 1930er und 1940er Jahren Leon Còrdas (Léon Cordes, 1913–1987) hervor, während der Dichter Charles Camproux (1908–1994) die Idee des Okzitanismus auch durch philologische Studien förderte. Der Lyriker René Nelli (1906–1982) war 1945 Mitbegründer des Institut d’Estudis Occitans (IEO), das in Toulouse seinen Sitz hat.

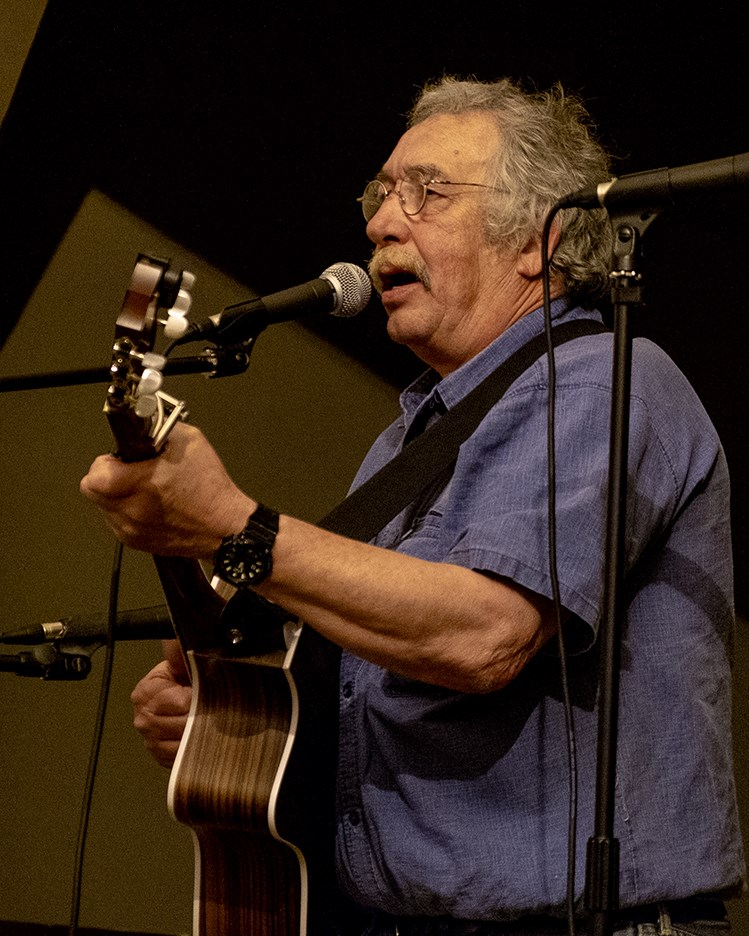
Mans de Breish (2018)

Seit den 1950er Jahren entwickelte sich die Erzählprosa, seit 1968 auch das Theater. Joan Bodon (Jean Boudou) (1920–1975) war ein origineller Erzähler, der viele unveröffentlichte Manuskripte hinterließ. Bernard Manciet (1923–2005) verfasste Lyrik (Gesta, 1972) und Erzählprosa (La pluja, La camin de tierra, 1976) im gasconischen Dialekt der Landes. Der Linguist Pierre Bec (1921–2014) aus dem Departement Haute-Garonne bemühte sich um die Standardisierung des Gasconischen; er war einer der vielseitigsten und wichtigsten Dichter, Erzähler und Herausgeber zahlreicher Anthologien in den 1970er bis 1990er Jahren. Der Aktivist und Autor Ives Roqueta (Yves Rouquette) aus Sète förderte die Produktion von Tonträgern mit okzentanischen Chansons (nòva cançon) mit sozialen und politischen Themen und Sängern wie Mans de Breish (Gérard Pourhomme, * 1949), Maria Roanet (* 1936) und Claude Martí (* 1940), der Bücher in provenzalischer Sprache über seine Heimat Carcassonne verfasste. 1970 produzierte er das erste Album mit neuen okzitanischen Cançons (Occitania). Dass als Cover des Albums ein stilisiertes Porträt von Che Guevara gewählt wurde, zeigt, dass sich die Postachtundsechziger-Bewegung des Okzitanismus bewusst in eine Reihe mit antikolonialistischen Bewegungen stellte.
Trotz verstärkter Förderung der regionalen Kultur durch die Pariser Regierung seit den 1980er Jahren hat es die okzitanische Literatur angesichts der Zahl aktiver Nutzer der okzitanischen Sprache, die von einigen 100.000 bis zu zwei Millionen geschätzt wird, schwer, sich gegen den fortbestehenden Zentralismus durchzusetzen.